# Ньїредьхаза-Мішкольцька операція
Ньїредьхаза-Мішкольцька операція — фронтова наступальна операція радянських військ правого крила 2-го Українського фронту в ході Будапештської операції за часів німецько-радянської війни. Операція, разом з діями лівого крила фронту стала першим етапом великої битви за столицю Угорщини й тривала з 11 листопада до 3 грудня  1944 року.

## Зміст
Вранці 11 листопада 1944 року після потужної артпідготовки танкові частини Червоної армії в районі міста Цегледа перейшли в наступ. На цій ділянці фронту їм протистояла німецька армійська група «Фреттер-Піко». Після запеклих боїв радянські війська прорвали оборону на ділянках 46-ї піхотної дивізії та 4-ї поліцейської дивізії СС і просунулися в район на південь від Тапіосент — Мартон. Червоною Армією були взяті під контроль населені пункти Тапіоселе, Тапіодьердьє і Ясладань. Війська 57-го корпусу Вермахту були змушені відійти на рубіж Ілле — Гомбо — Тапіошаг — Фармош — Яскішер — Пель.
12 листопада на ділянці між Мезокерештешом і річкою Хейе 7-й механізований корпус і 5-й гвардійський кавалерійський корпус Червоної Армії розпочали наступ у загальному напрямку на Мішкольц.
18 листопада кінно-механізована група Плієва захопила важливий транспортний вузол Дєндєш. Бої за утримання міста продовжувалися і 19 листопада.
20 листопада силами восьми дивізій і двох танкових бригад за підтримки артилерії і штурмової авіації радянські війська розпочали наступ з району Ужгорода.
В районі міста Мішкольц Червона армія зустріла потужний опір німецьких військ. Проти 11 радянських стрілецьких дивізій і 1 механізованого корпуса оборону тримали 1 гірська і 2 піхотних дивізії Вермахту. Коли бойові дії перейшли в передмістя Мішкольца, розпочалося повстання понад 20-ти тисяч робітників місцевих промислових підприємств. Повсталі, переважно в нічний час, здійснювали напади на німецькі позиції в місті. Загалом бої за Мішкольц тривали 11 днів. 3 грудня 1944 року Червоній армії вдалося повністю оволодіти містом.
Таким чином, станом на початок грудня радянські війська змогли вийти на підступи до Будапешта зі сходу, а на правому крилі фронту — в район гір Бюкк і Матра, але основна задача оволодіти угорською столицею обходом з півночі залишилася не виконаною.